# Leigh Taylor-Young
Leigh Taylor-Young, född 25 januari 1945 i Washington, D.C., är en amerikansk skådespelare.
Hon medverkade hon först i den amerikanska såpoperan Peyton Place (säsongen 1966–1967). Hon vann pris som "Årets nykomling" för filmdebuten 1968 i komedin Får jag kyssa din fjäril? mot Peter Sellers.
Bland hennes övriga filmer märks Smörblommekedjan (1970), Looker (1981) och Dream Rider (1993). Hon har även medverkat i TV-serien Dallas och Småstadsliv.
Åren 1967–1974 var hon gift med skådespelaren Ryan O'Neal. Deras son Patrick har varit gift med skådespelerskan Rebecca De Mornay.